# Adam Andersson
Adam Andersson (Gotemburgo, 11 de noviembre de 1996) es un futbolista sueco que juega en la demarcación de centrocampista para el Rosenborg BK de la Eliteserien.

## Selección nacional
Tras jugar con la selección de fútbol sub-19 de Suecia hizo su debut con la selección absoluta el 8 de enero de 2019 en un encuentro amistoso contra Suecia que finalizó con un resultado de 1-0 a favor del combinado finés tras el gol de Eero Markkanen.

## Clubes
| Club                | País      | Año       | Partidos | Goles |
| ------------------- | --------- | --------- | -------- | ----- |
| BK Häcken           | Suecia    | 2015-2020 | 133      | 10    |
| Rosenborg Ballklub  | Noruega   | 2021-2022 | 43       | 1     |
| Randers FC (cedido) | Dinamarca | 2022-2023 | 28       | 2     |
| Rosenborg BK        | Noruega   | 2023-     | 21       | 0     |

## Palmarés

### Campeonatos nacionales
| Título         | Club      | País   | Año  |
| -------------- | --------- | ------ | ---- |
| Copa de Suecia | BK Häcken | Suecia | 2016 |
| Copa de Suecia | BK Häcken | Suecia | 2019 |